# Palmette

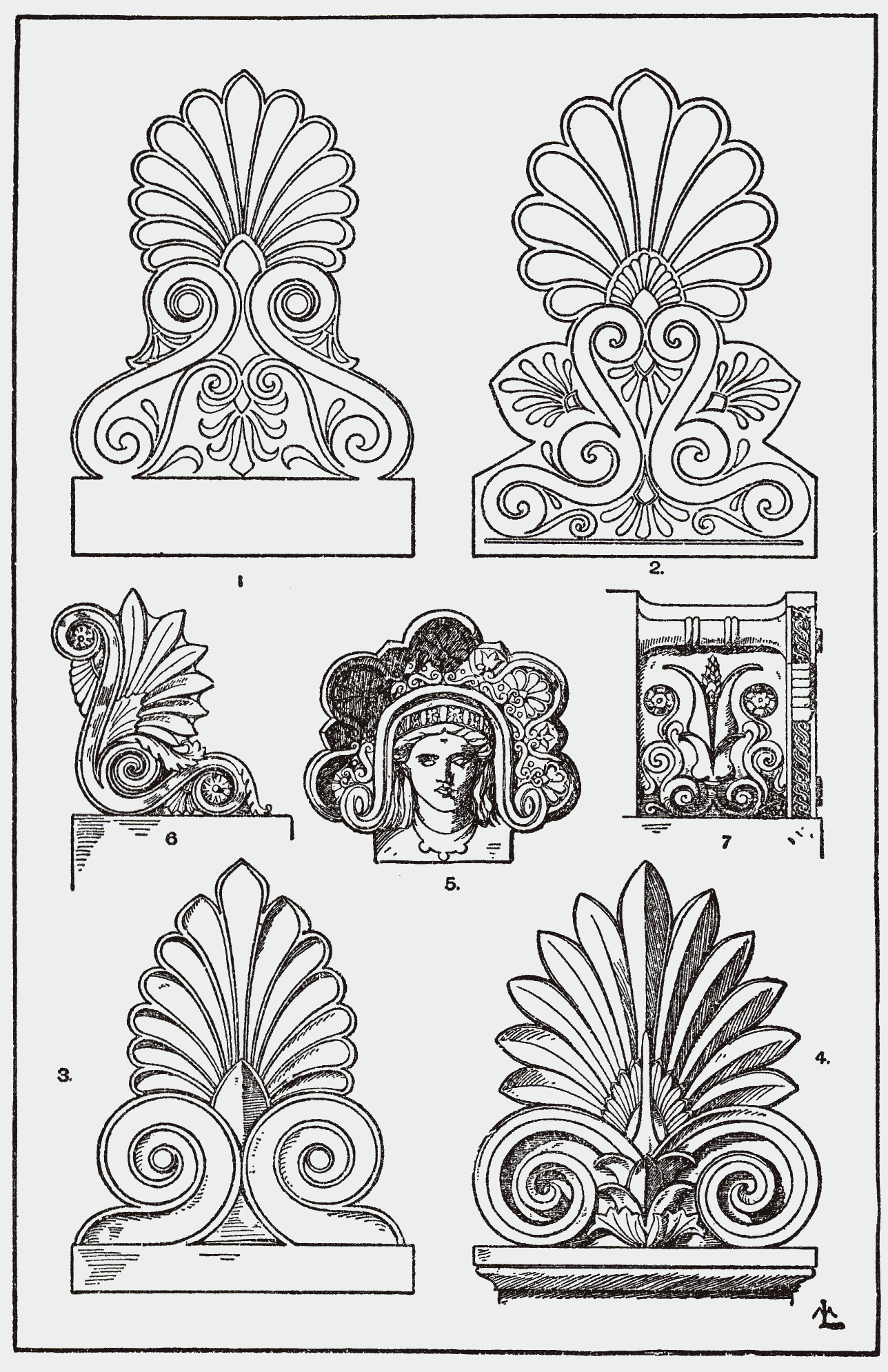
Antéfixes en forme de palmette.

La palmette est un motif d'art décoratif qui, dans son expression la plus caractéristique, ressemble aux feuilles en éventail d'un palmier. Son histoire est très longue, puisqu'elle trouve son origine dans l'Égypte antique et se développe ensuite dans l'art de la plupart des pays d'Eurasie, souvent sous des formes qui ressemblent relativement peu à l'original.
Dans les usages grecs et romains anciens, ce motif est également connu sous le nom d'« Anthemion » (du grec ανθέμιον, une fleur). On le retrouve dans la plupart des supports artistiques, mais surtout comme ornement architectural, qu'il soit sculpté ou peint, et peint sur des céramiques.
La palmette est très souvent une composante du dessin d'une frise ou d'une bordure. L'évolution complexe de la palmette a été retracée pour la première fois par Aloïs Riegl dans son Stilfragen de 1893. La demi-palmette, coupée en deux verticalement, est également un motif très courant, que l'on retrouve dans de nombreuses formes mutantes et vestigiales, et qui est particulièrement important dans le développement de l'ornementation végétale en rouleau.
Les palmettes peuvent prendre différentes formes : larges (on dit « grasses ») et lobées, ou au contraire plus effilées, à un lobe ou deux (palmette bifide).
On combine parfois la palmette au rinceau : motif en forme de rameau ou de branche tournoyante.

## Description
L'essence de la palmette est un groupe symétrique de « frondes » qui s'étendent à partir d'une base unique, s'élargissant normalement à mesure qu'elles s'étendent, avant de se terminer par une pointe arrondie ou assez émoussée. Il peut y avoir une fronde centrale qui est plus grande que les autres. Le nombre de frondes est variable, mais se situe généralement entre cinq et une quinzaine.
Dans le motif de bordure répétée communément appelé « anthemion », les frondes de palmier ressemblent davantage aux pétales de la fleur de chèvrefeuille, comme si elles étaient conçues pour attirer les insectes fertilisants. Certains comparent la forme à une main ouverte Khamsa, ce qui explique le caractère commun et l'origine de la « paume » de la main.
Dans certaines formes du motif, les volutes ressemblent à une paire d'yeux, comme ceux de l'harmika du Stūpa tibétain ou népalais et les yeux et le disque solaire au sommet des stèles égyptiennes.
Dans certaines variantes, les traits d'un visage plus développé deviennent discernables dans la palmette elle-même, tandis que dans certaines utilisations architecturales, généralement à la tête des pilastres ou des hermès, l'éventail de palmettes se transforme en un visage masculin ou féminin et les volutes apparaissent parfois comme des seins. Le point commun de toutes ces formes est la paire de volutes à la base de l'éventail, qui constitue la caractéristique principale de la palmette.

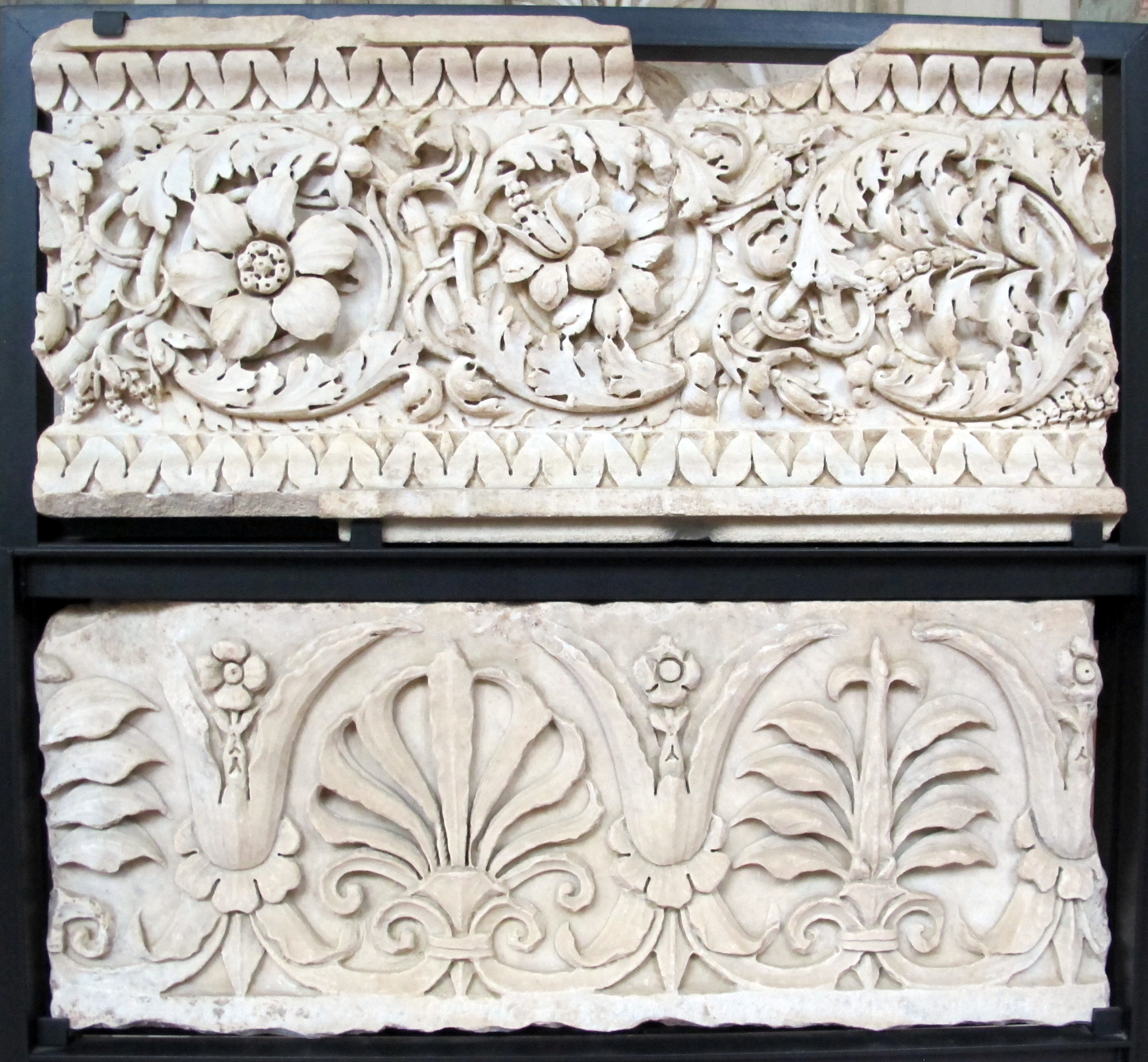
Villa Medicea di Cerreto Guidi, fragment de sculpture. Palmettes en dessous.
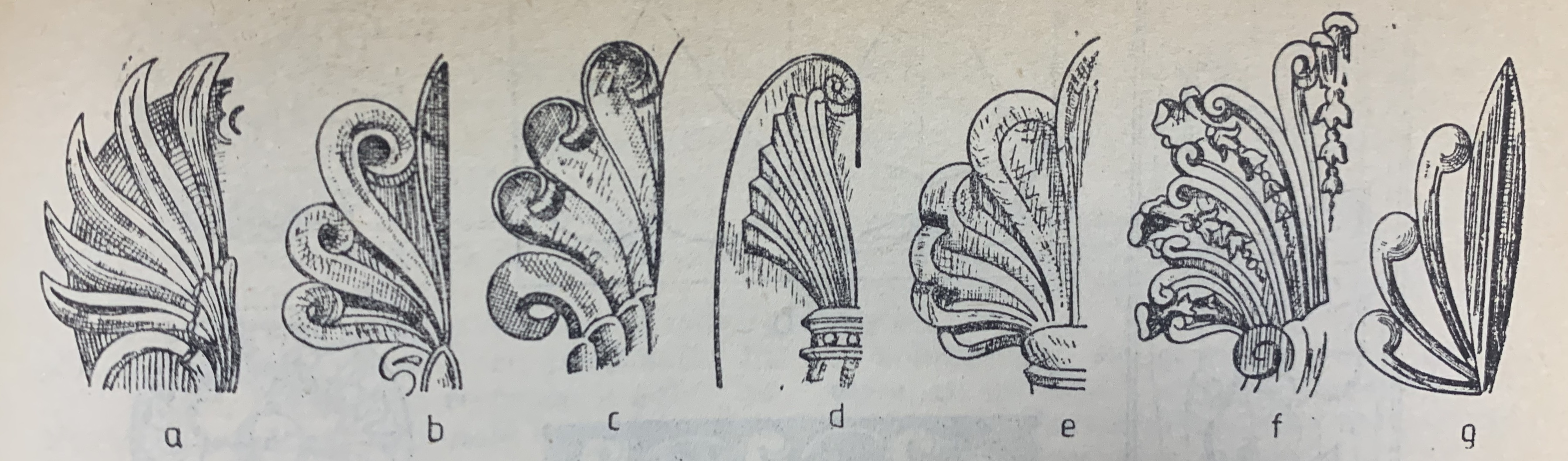
Chronologie de la palmette, vue de profil, suivant les styles successifs. a : Grec.b, c : Romain, d : Byzantin, e : Renaissance, f : Baroque, g : Empire.
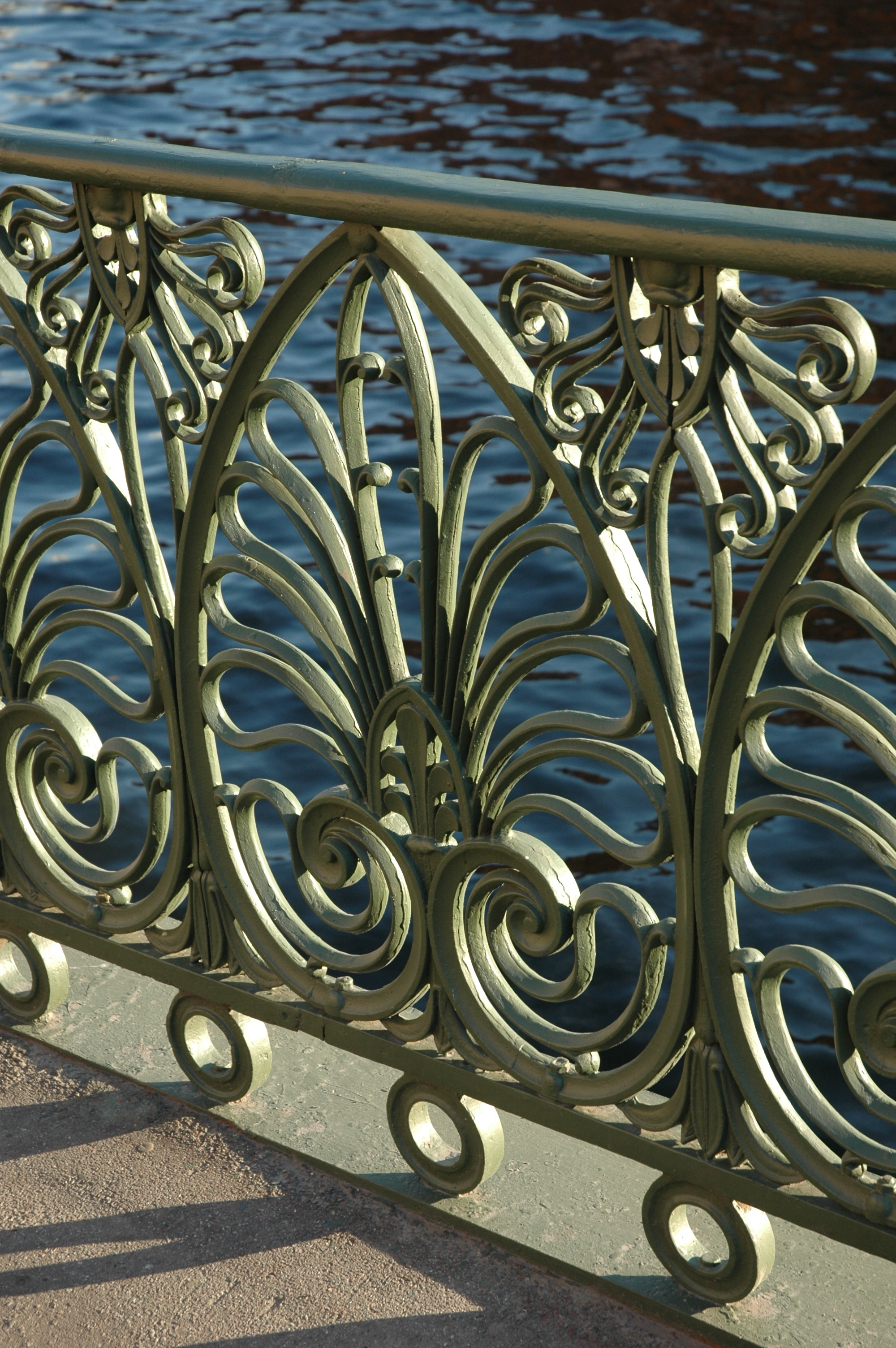
Décor de palmette du pont Demidov à Saint-Pétersbourg.

## Évolution
On pense que la palmette est originaire de l'Égypte antique, 2 500 ans avant J.-C., et qu'elle a influencé l'art grec. Les palmettes égyptiennes étaient à l'origine basées sur les caractéristiques de diverses fleurs, dont le papyrus et le lotus ou le lys représentant la Basse et la Haute-Égypte et leur union fertile, avant d'être associées au palmier. Dès les premiers temps, la palmette était fortement associée au soleil et il s'agit probablement d'une forme primitive du halo. Parmi les formes les plus anciennes de la palmette dans l'Égypte antique figurait une « rosette » ou une fleur de lotus en forme de marguerite émergeant d'un V de feuillage ou de pétales ressemblant au hiéroglyphe akhet représentant le soleil couchant ou le soleil levant au point où il touche les deux montagnes de l'horizon — « mourant », « renaissant » et donnant vie à la terre —. Une deuxième forme, qui semble avoir évolué à partir de celle-ci, est une palmette plus développée, semblable aux formes trouvées dans la Grèce antique.
La troisième version consiste en une touffe de fleurs de lotus ou de papyrus sur de hautes tiges, avec un bouton ou une fleur tombant de chaque côté, provenant d'un marécage (primitif). Le lotus et la touffe de papyrus sont associés à Hâpy, le dieu de l'inondation annuelle du Nil qui donne la vie, qui lie leurs tiges ensemble autour d'une table d'offrandes dans le motif sema-taoui - lui-même faisant écho aux formes des « akhet » de l'horizon. Cette scène d'unification figurait sur le socle du trône de plusieurs rois, considérés comme préservant l'union des Deux Terres de l'Égypte (supérieure et inférieure, mais aussi physique et spirituelle) et maîtrisant ainsi les forces du renouveau. Ces scènes « liantes », et les plantes héliotropes des marais qui y apparaissent, évoquent la nécessité de discerner et de révéler l'harmonie sous-jacente, l'origine de toutes les formes manifestes, qui relie à nouveau les fragments dispersés et apparemment séparés de l'expérience quotidienne. L'implication supplémentaire est que c'est de cette source indivise, apparemment occulte et magique, que jaillissent la fertilité et la nouvelle vie.
Une autre variante de ce motif est une fleur de lotus unique entre deux bourgeons dressés, une offrande parfumée très appréciée. Le dieu du parfum, Néfertoum, est représenté par un tel lotus, ou bien il est représenté portant un lotus comme couronne. Le lotus de la coiffe de Néfertoum comprend généralement des « ménats» jumeaux ou des contrepoisons en forme de collier (dont on dit généralement qu'ils représentent la fertilité) qui pendent de la base de la fleur de chaque côté de la tige, rappelant la paire de tiges symétriquement tombantes dans les touffes de lotus et de papyrus mentionnées ci-dessus. Curieusement, lorsqu'ils sont représentés sur les murs des tombes égyptiennes et dans des scènes de jardin formalisées, les dattiers sont invariablement représentés selon une convention stylistique similaire, avec une grappe de dattes qui pend de chaque côté sous la couronne dans cette même position. Le lien entre ces grappes suspendues et les volutes de la palmette est visuellement clair, mais reste inexplicable. Le soleil levant et couchant et le lotus s'ouvrant et se fermant sont liés par la légende d'Osiris au jour et à la nuit, à la vie et à la mort et à l'épreuve nocturne du soleil couchant qui doit être avalé par la déesse Nout, pour traverser la Douât (« monde souterrain ») et renaître chaque matin. Les plantes représentées avec cet éventail solaire de frondes ou de pétales et « soutenues » par des paires de fleurs pendantes, de bourgeons ou de grappes de fruits semblent toutes spécialement imiter et partager le cycle sacrificiel de mort et de renaissance du soleil et indiquer les leçons qu'il contient pour l'humanité. Il est probable que le modèle sous-jacent de toutes ces formes fertiles, auquel font écho la perruque en corne de vache et les sistrum-volutes de la déesse de la maternité Hathor, était l'utérus, avec les grappes d'œufs jumelles de ses ovaires. Lorsque le soleil renaît le matin, on dit qu'il est né du ventre de Nout. Les formes de palmettes stylisées du lotus et du papyrus montrant la rosette solaire ou la marguerite émergeant des volutes du calice sont des représentations magiques similaires de l'akhet - ce moment sacré de création accrue, l'acte de transcender ou de dépasser sa forme mortelle et de « sortir de jour » en tant qu'akh ou forme de vie supérieure, ailée, brillante, englobant tout et voyant tout.
La plupart des premières formes égyptiennes du motif apparaissent plus tard en Crète, en Mésopotamie, en Assyrie et dans l'ancienne Perse, notamment la bordure de lotus et de bourgeons en forme de marguerite. Dans la forme de palmette qui apparaît le plus fréquemment sur les poteries grecques, souvent entrecoupée de scènes d'actes héroïques, le même motif est lié à une ligne extérieure en forme de feuille ou de bourgeon de lotus. On peut voir que la ligne extérieure a évolué à partir d'une frise alternée de lotus et de palmettes stylisés, ce qui anticipe la forme qu'elle prend souvent - de la sculpture de la Renaissance aux fontaines baroques - de l'intérieur d'une demi-coquille Saint-Jacques, dans laquelle les feuilles de palmier sont devenues l'éventail de la coquille et les volutes restent à la convergence de l'éventail. Ici, la forme était associée à Vénus ou à Neptune et était typiquement flanquée d'une paire de dauphins ou devenait un véhicule tiré par des chevaux de mer. Plus tard, cette ligne extérieure circulaire ou ovale est devenue un motif en soi, formant une forme de C ouvert avec les deux volutes qui se développent à ses extrémités. Une grande partie du mobilier baroque et rococo, de l'ornementation en stuc ou du travail du fer forgé des portes et des balcons est constituée de combinaisons variables de ces volutes en C, soit seules, soit dos à dos, soit pour soutenir des palmettes complètes.

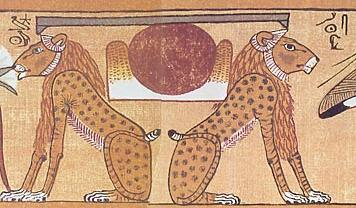
Le hiéroglyphe akhet de l'horizon gardé par les lions jumeaux de Aker.
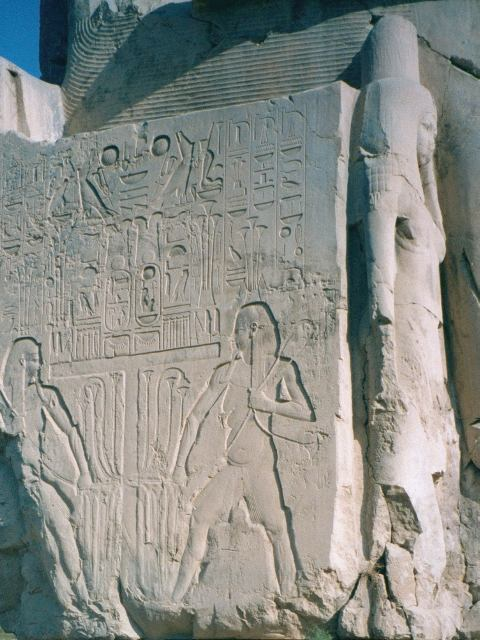
Hâpy, dieu des crues du Nil : en faisant des offrandes et en veillant à ce que la Haute et la Basse-Égypte restent unifiées, le pharaon contribue à garantir que la crue annuelle du Nil se reproduira.
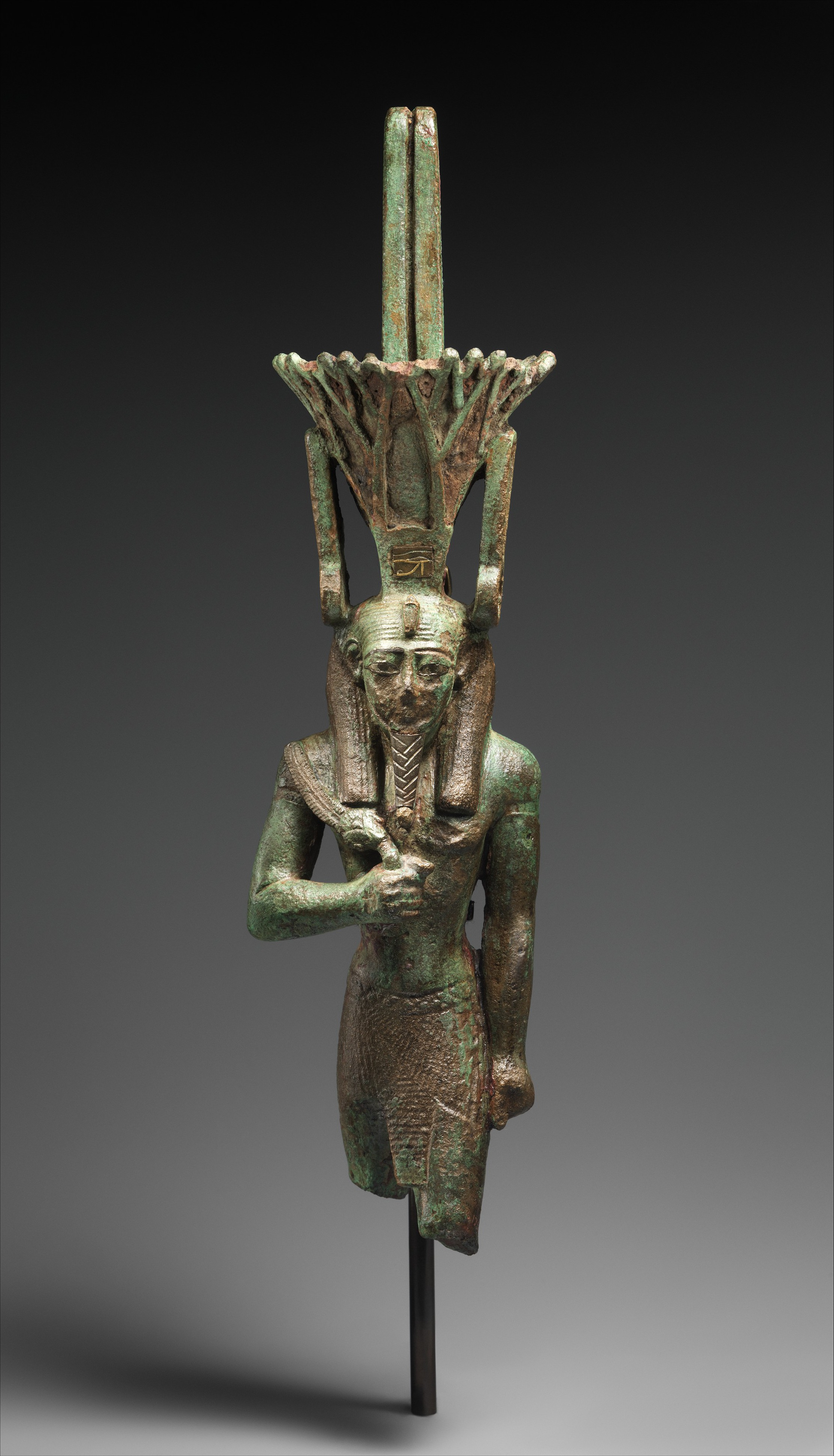
Néfertoum, portant un lotus comme couronne

## Architecture classique

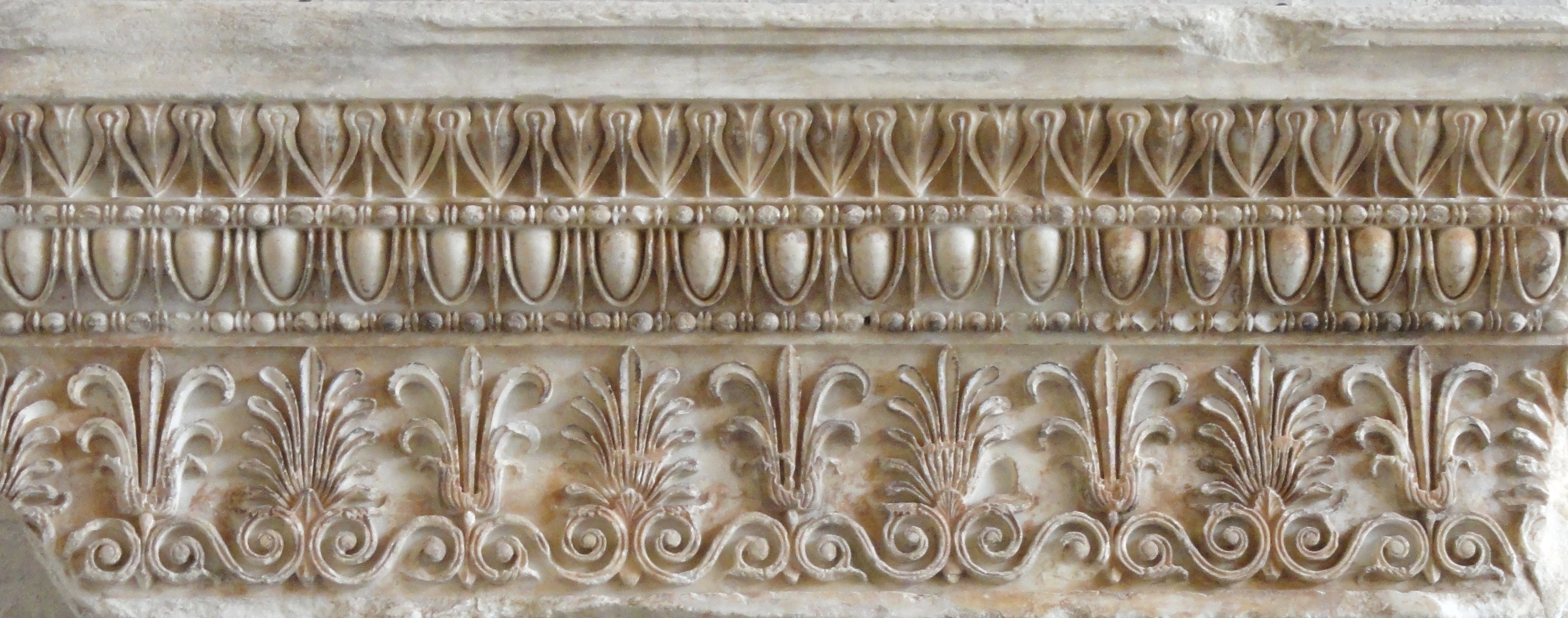
Frise ionique de l'Érechthée (Athènes), 421-406 av. J.-C., aujourd'hui à la Glyptothèque de Munich

En tant que motif ornemental que l'on retrouve dans l'architecture classique, la palmette et l'anthémion. prennent des formes nombreuses et variées. Généralement, la partie supérieure du motif se compose de cinq feuilles ou pétales ou plus s'élevant en éventail de façon rythmique à partir d'une source unique triangulaire ou en forme de losange à la base. Dans certains cas, des fruits ressemblant à des palmiers pendent de part et d'autre au-dessus de la base et en dessous des feuilles les plus basses. La partie inférieure est constituée d'une paire symétrique d'élégantes volutes ou volutes en S qui s'enroulent latéralement et vers le bas à partir de la base des feuilles. La partie supérieure rappelle la poussée des feuilles et des fleurs, tandis que les volutes de la partie inférieure semblent suggérer à la fois l'apport d'énergies fertiles et les fruits qui en résultent. Il est souvent présent sur le col du chapiteau des colonnes de l'ordre ionique, mais dans les chapiteaux de colonnes de l'ordre corinthien, il prend la forme d'un « fleuron » ou d'une fleur reposant sur l'abaque (dalle supérieure) du chapiteau et jaillissant d'une paire de volutes qui, dans certaines versions, donnent naissance aux volutes élaborées et à l'ornementation d'acanthe du chapiteau.

## En arboriculture
Par analogie, on appelle palmette une forme jardinée d'arbres fruitiers. La taille en palmette permet d'obtenir différents types d'espaliers.